# Géographie de Wallis-et-Futuna
Cet article présente la géographie de Wallis-et-Futuna, collectivité d'outre-mer française du Pacifique. L'appellation « archipel » appliqué à Wallis-et-Futuna est impropre car les deux îles sont distantes d'environ 250 kilomètres, sans unité géographique ou historique avant l'arrivée des missionnaires catholiques puis de l'administration française. Néanmoins, tant par la population que par la géographie, ces îles possèdent des points communs : ce sont des îles volcaniques au climat tropical, marquées par l'insularité.

## Localisation

Wallis-et-Futuna au sein de l'Océanie (les zones colorées marquent les eaux territoriales de chaque État ou territoire).

Wallis-et-Futuna est situé dans l'océan Pacifique et fait partie de l'Océanie. Cette collectivité est constituée de Wallis (île principale entourée d'un lagon et de plusieurs îlots) et des îles Horn (Futuna et Alofi). Leur superficie totale est de 255 km2.

Wallis-et-Futuna se trouve dans l'aire culturelle de la Polynésie, dans l'Océanie lointaine. Ces îles sont entourées de plusieurs pays ou territoires : au nord-est, les Tokelau, à l'est les Samoa, au sud les Tonga, au sud-est les Fidji, et au nord-est les Tuvalu. Avant les contacts européens et la christianisation, les Wallisiens et les Futuniens maintenaient des contacts importants avec ces différentes îles (voir histoire de Wallis-et-Futuna). 
| Tuvalu                |                          | Tokelau                     |
| Fidji (île de Rotuma) | Wallis-et-Futuna         | Samoa                       |
| Fidji                 | Tonga (île de Niuafo'ou) | Tonga (île de Niuatoputapu) |

Après l'intégration dans la République française (protectorat de 1888 à 1961 puis territoire d'outre-mer en 1961 et collectivité d'outre-mer en 2003), Wallis-et-Futuna fait partie des trois territoires français de l'océan Pacifique, situé à mi-chemin entre la Nouvelle-Calédonie (avec qui elle entretient d'intenses liens) au sud-est et la Polynésie française au sud-ouest.

## Géologie

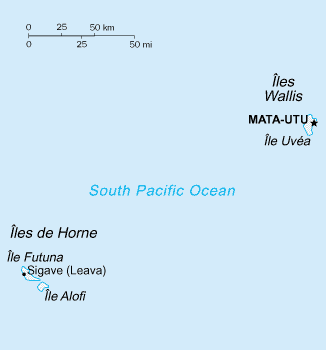
Carte de Wallis-et-Futuna

Wallis-et-Futuna sont des îles au relief volcanique et aux côtes très découpées. Protégées par une ceinture de récif, elles sont difficiles d'accès. Wallis-et-Futuna possèdent 106 km de côtes au total.

### Wallis
Les îles Wallis (77,9 km2), au nord-est, sont composées d'une île principale, Uvéa, et de plusieurs îlots coralliens. C'est un ancien volcan, situé dans le point chaud des Samoa, qui a commencé à s'enfoncer, laissant ainsi apparaître un récif corallien et un lagon ouvert sur l'océan par quatre passes dont seule une est navigable pour les navires de gros tonnage (passe Honikulu, au sud). Son point culminant, le mont Lulu, est peu élevé (151 mètres). Bien que dépourvue de ruisseaux, l'île est ponctuée de lacs de cratère dont le plus grand est le lac Lalolalo, et qui constituent de précieuses réserves d'eau douce pour l'île. Le lac Lanutavake et le lac Lano sont également importants.

### Futuna et Alofi

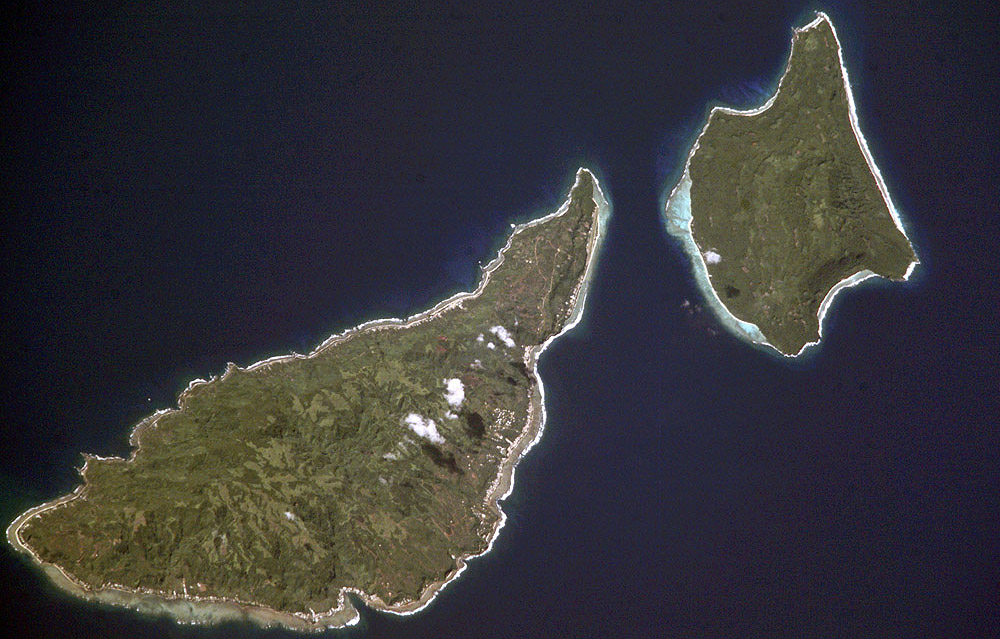
Futuna et Alofi vues depuis l'espace.

Les îles Horn (64,3 km2), au sud-ouest, sont composées de deux îles principales : l'île de Futuna et sa voisine immédiate, l'île d'Alofi (plus petite, au relief plus accidenté, plus élevé et ne comportant pas de récif corallien). Elles sont ouvertes sur l'océan Pacifique. En effet, leur existence est liée à un volcanisme plus récent. Leur point culminant, le mont Puke sur Futuna, est à 522 mètres environ. Elles sont traversées de ruisseaux apportant de l'eau douce et qui ont creusé des vallées. Futuna est ceinturée de récifs frangeants, mais dépourvue de lagon. Les montagnes de Futuna sont sujets aux glissements de terrain, et bordées par une étroite bande littorale.
Un bras de mer de 1,8 km et de 200 m de profondeur, le Vasa, sépare Futuna de Alofi. Cette dernière île est composée de plateaux étagés au versant nord, culminant avec le mont Kolofau (417 m), tandis que son versant sud est constitué de falaises surplombant des plages.

### Volcanisme sous-marin
En 2010, un large volcan sous-marin, dénommé Kulo lasi, a été découvert par l'Ifremer au sud-est de Futuna. Cette zone (qui fait partie de la zone économique exclusive de la France) ainsi que plusieurs autres sites explorés contiennent des métaux rares et constituent un intérêt stratégique pour la France.

## Climat
Le climat de l'archipel est du type tropical maritime, avec une très importante humidité se situant la plupart du temps au-dessus des 80 %, et d'assez fortes températures, toujours comprises au-dessus des 25 °C, ne variant pas tellement entre le jour et la nuit.
Le climat de l'archipel peut se décliner en deux principales saisons. La première, qui s'étale approximativement de mai à septembre, est généralement fortement balayée par les alizés, qui participent au rafraîchissement des températures. La seconde, qui comprend les mois d'octobre à avril est, quant à elle, surtout caractérisée par de hautes températures et de très fortes précipitations pouvant parfois être accompagnées par des cyclones.

Carte topographique de Wallis
Carte topographique de Futuna et d'Alofi
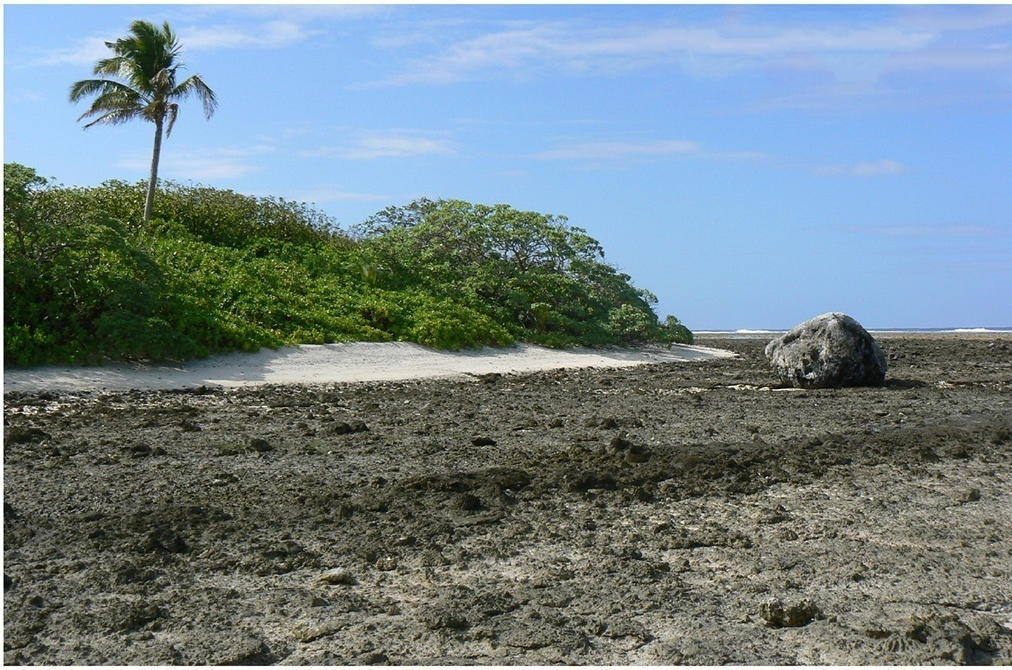
Le récif-barrière de Wallis
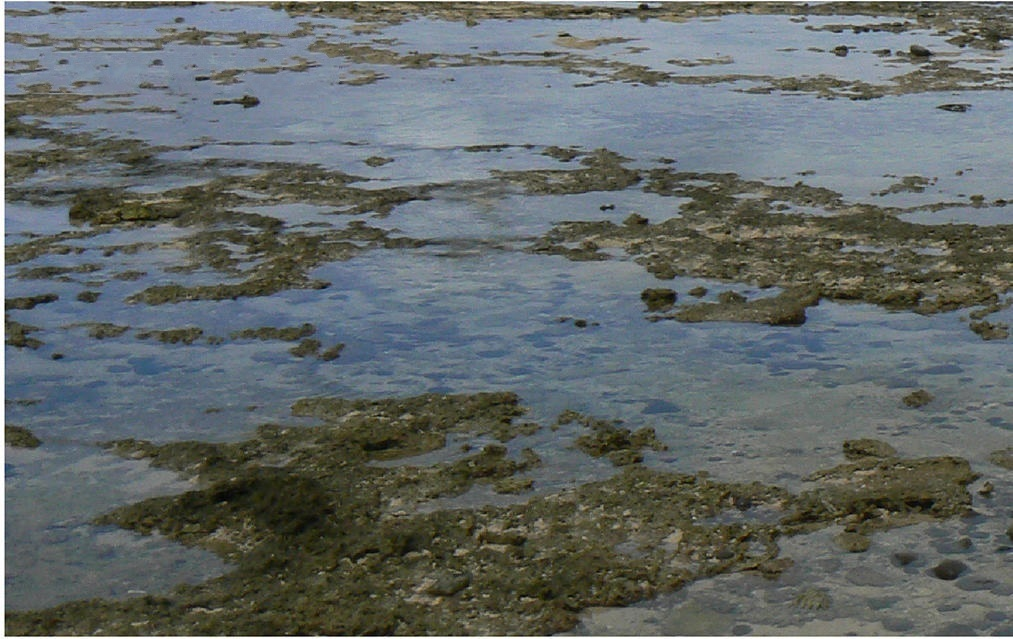
Le récif frangeant de Futuna
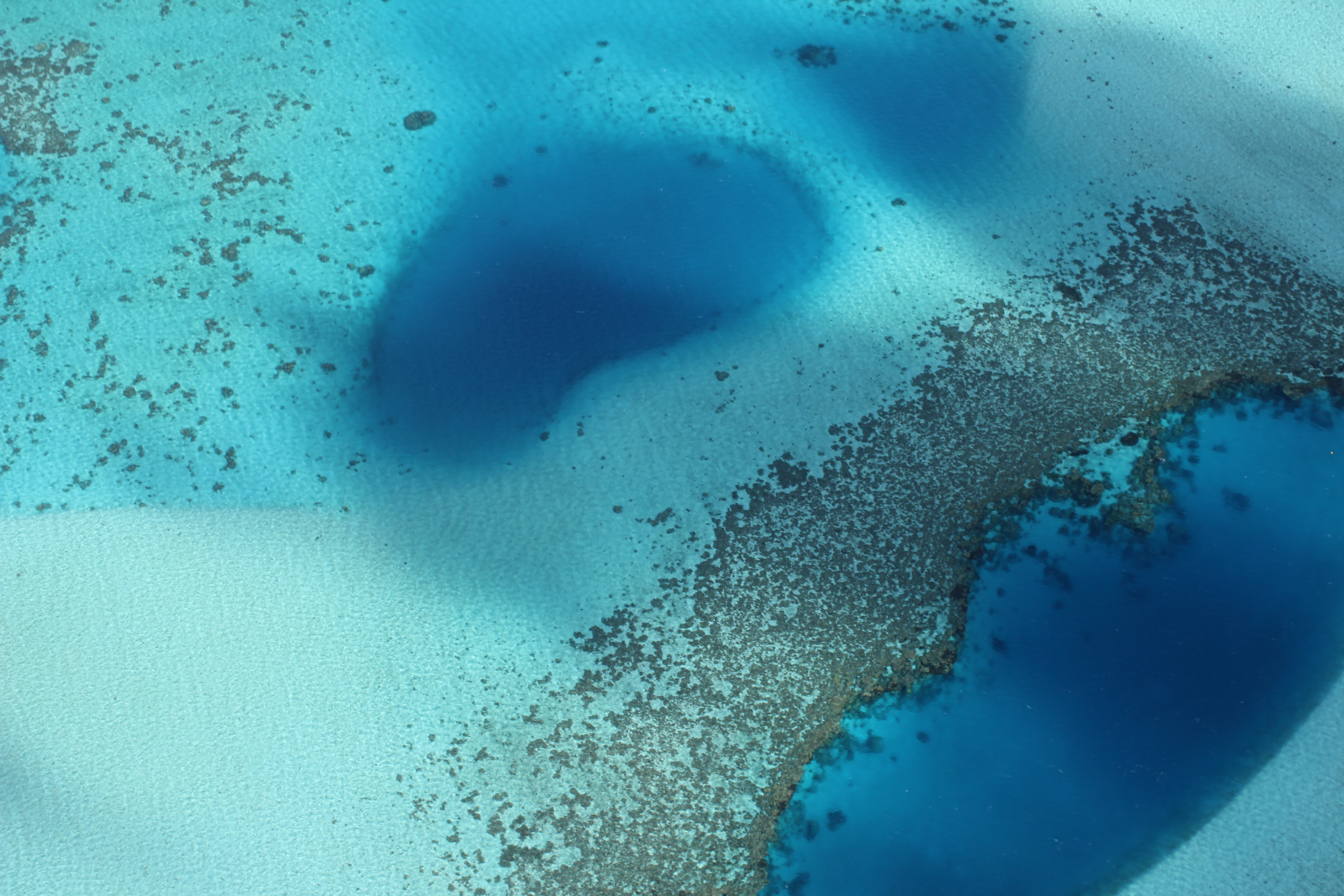
Le trou de la tortue, dans le lagon de Wallis.
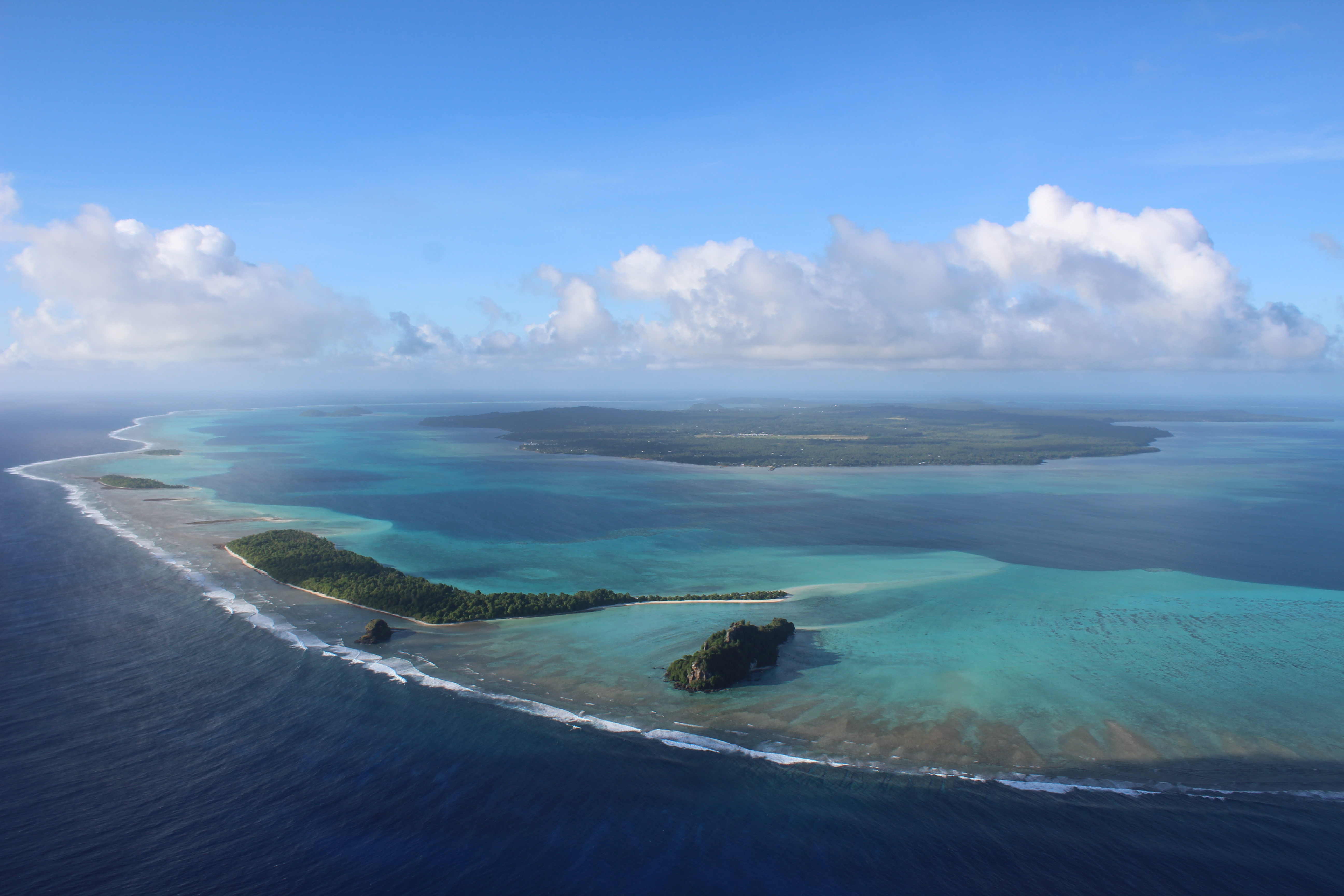
îlots du nord de Wallis : Nukufotu, Nukula'ela'e et Nukuloa.
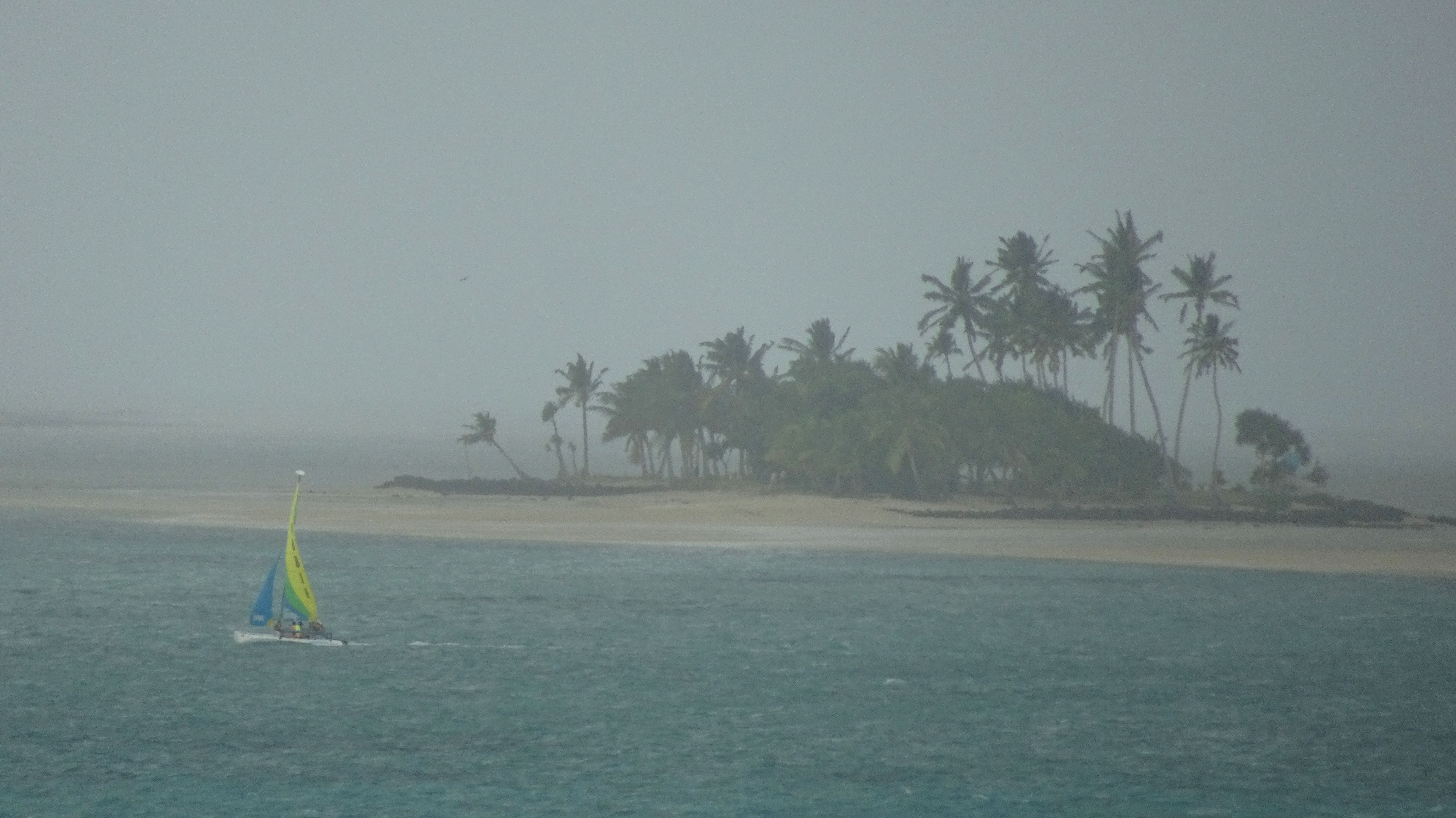
Les îlots du centre de Wallis (Tekaviki au premier plan) sous la pluie tropicale.

## Utilisation de l'espace à Wallis

### Différents espaces

#### Côte fertile

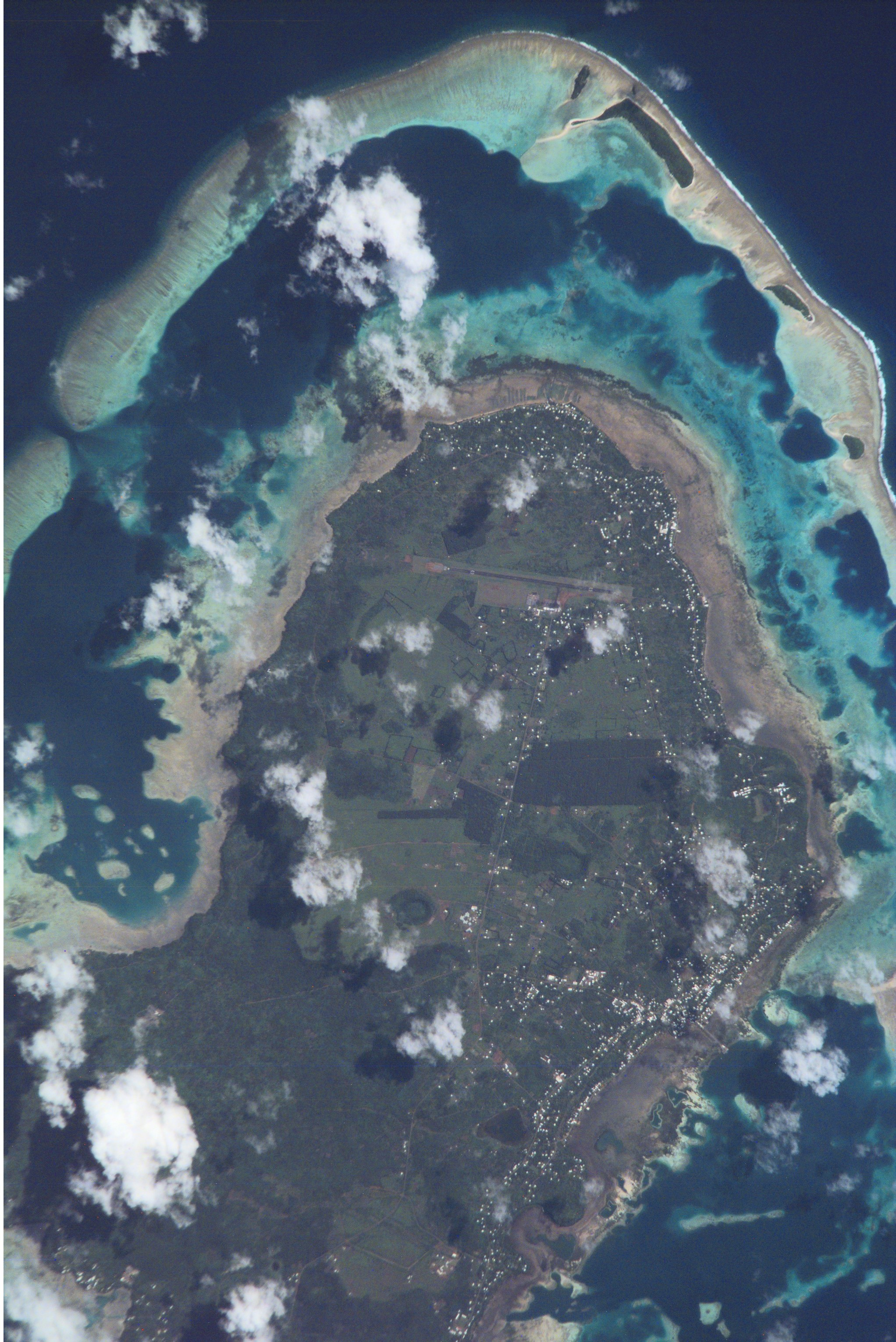
Photo satellite du centre et du nord de Wallis. Les villages sont concentrés sur la côte est, tandis que les zones cultivés se situent à l'ouest.

Historiquement, les Wallisiens ont toujours habité sur la côte, en particulier sur la côte est et le sud. En effet, « l'île est cernée d'une étroite bande de terre fertile » constituée de terrains argileux. On trouve en bord de mer de nombreuses sources d'eau douce, ce qui permet l'horticulture. D'autre part, la présence des alizés en juillet et août rend la température plus clémente, et l'habitat côtier permet un accès facile au lagon. Des tarodières se trouvent à proximité de la mer, tandis que les jardins des habitants et les plantations (ignames…) se situent plus à l'intérieur des terres. Les rivages sont constitués de mangroves, en particulier sur la côte ouest.
Le taro est cultivé sur la côte est et nord-est, tandis qu'au sud l'agriculture est centrée autour de l'igname, le kape, le bananier et l'arbre à pain.

#### Toafa

Carte du toafa (d'après les données de Géoportail de l'Université de Nouvelle-Calédonie)

À l'inverse, le centre et le plateau nord de l'île, dénommé toafa (« désert » en wallisien), est un maquis peu propice aux cultures. Constitué de fougères, pandanus, Hibiscus tiliaceus et Casuarina equisetifolia, il n'a jamais été habité de manière durable, notamment à cause du manque d'eau (pas de rivières ni de sources).
Néanmoins, depuis les années 1970, il a été peu à peu aménagé et des habitations y ont été construites, afin de faire face à l'augmentation de la population et la raréfaction de l'espace en bord de mer. Des routes ont été construites, les maisons ont été reliées en eau et électricité et la perception de cet espace a changé : « ce sont surtout des jeunes couples qui s'installent au toafa, qui veulent construire une maison moderne, et profiter du calme et de la distance de la famille ».

#### Forêt
Enfin, au sud-ouest de l'île, autour du lac Lalolalo, se trouve une forêt tropicale (va’o matu’a ou vao tapu), sous l'autorité du roi (Lavelua) de l'île. Ce dernier peut autoriser son exploitation en cas de besoin.

### Espace vécu

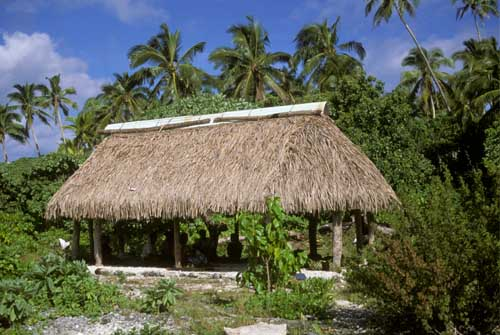
Une habitation traditionnelle (fale) sur l'îlot de Faioa.

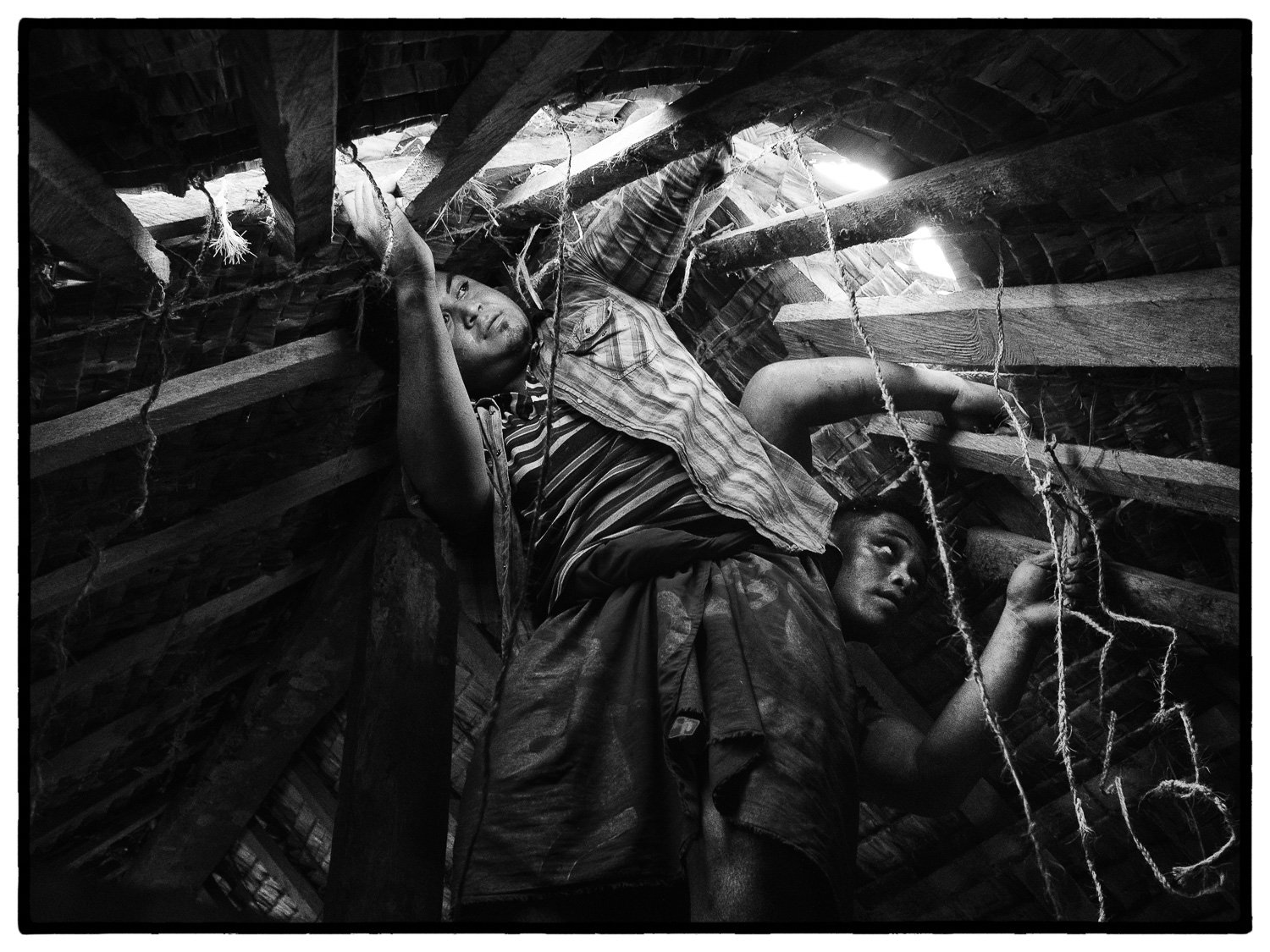
Pose des derniers rangs de pandanus durant un chantier de réfection de la couverture de feuilles de pandanus d'un fale familial à Vaisei, Sigave, Futuna, juin 2017.

D'après Elizabeth Worliczek, l'espace dans lequel évoluent les habitants est constitué de la manière suivante. Autour de l'habitation familiale (fale) se trouvent le parc à cochons, un abri pour faire la cuisine (paito), ainsi que des jardins. Cette maison se trouve dans un village, lui-même présent dans l'un des trois districts de l'île. Le « centre », Mata Utu (où se situe l'administration, le palais royal et les principaux magasins), est également un lieu important que les habitants fréquentent régulièrement. Enfin, on trouve les îlots (motu), qui appartiennent aux différentes familles wallisiennes. Parfois cultivés, ce sont surtout des endroits où l'on va pour se détendre et se reposer.
La vie quotidienne est ainsi orientée vers l'est et les habitants vont « vers l'arrière » (muli) lorsqu'ils se rendent dans les plantations situées à l'ouest de l'île.

## Organisation administrative
Wallis-et-Futuna forme depuis 2003 une collectivité d'outre-mer à part entière. L’État français y est représenté par un administrateur supérieur qui a le rang de préfet. Wallis abrite la circonscription d'Uvea (qui assure des services similaires à ceux remplis en métropole par les communes, plus des responsabilités coutumières), et Futuna abrite une délégation du préfet.

### Royaumes coutumiers
Wallis-et-Futuna est découpé en trois royaumes coutumiers : Uvea, qui correspond à l'île de Wallis, et à Futuna les royaumes d'Alo et de Sigave. Les souverains, choisis parmi les familles nobles, sont reconnus par l’État français et ont autorité sur le foncier, les affaires coutumières, la gestion des ressources, et plus généralement le maintien de l'organisation sociale et le respect de la coutume (les valeurs fondamentale de la société, les dons et cérémonies associées, et la chefferie chargée de faire respecter ces traditions). Les rois sont assistés de ministres coutumiers (six à Wallis), qui portent des titres précis selon leur rang et leur fonction ; cela forme la « grande chefferie ».

### Districts

Wallis est divisée en trois districts: Hihifo (nord), Hahake (centre), Mu'a (sud).

Wallis compte trois districts : Hihifo au nord, Hahake au centre, Mu'a au sud. Hihifo signifie « ouest » ou « descente », Hahake signifie « est, orient, montée » et Mu'a se traduit par « le premier, marcher en tête, en avant ». Pour Worlizcek, cette dénomination vient en partie du mouvement du soleil : « les gens de Mu'a voient le soleil se lever en premier le matin. Les gens de Hahake voient la montée, et les gens de Hihifo voient la descente ». Ainsi, dans la vision wallisienne, le sud est en avant. Cette perception de l'espace est l'héritage de la  conquête de l'île par les Tongiens, qui ont fortifié le sud de l'île (Mu'a) pour résister au nord (Hihifo), demeuré indépendant. D'autre part, Worliczek fait remarquer que le nom des trois districts fait écho à la situation aux Tonga : Mu'a, la demeure du Tu'i Tonga, se trouvait à Hahake (à l'est de Tongatapu) tandis que le district de Hihifo était son adversaire.
Les districts ont été fixés à la fin du XIXe siècle par les autorités françaises dans le cadre du protectorat de Wallis-et-Futuna, en « [s'appuyant] sur une division territoriale ancienne », qui fait l'intermédiaire entre le territoire et le village. Chaque district est dirigé par un chef, faipule, nommé par le roi. Il est doté de pouvoirs de police et de justice.

### Villages

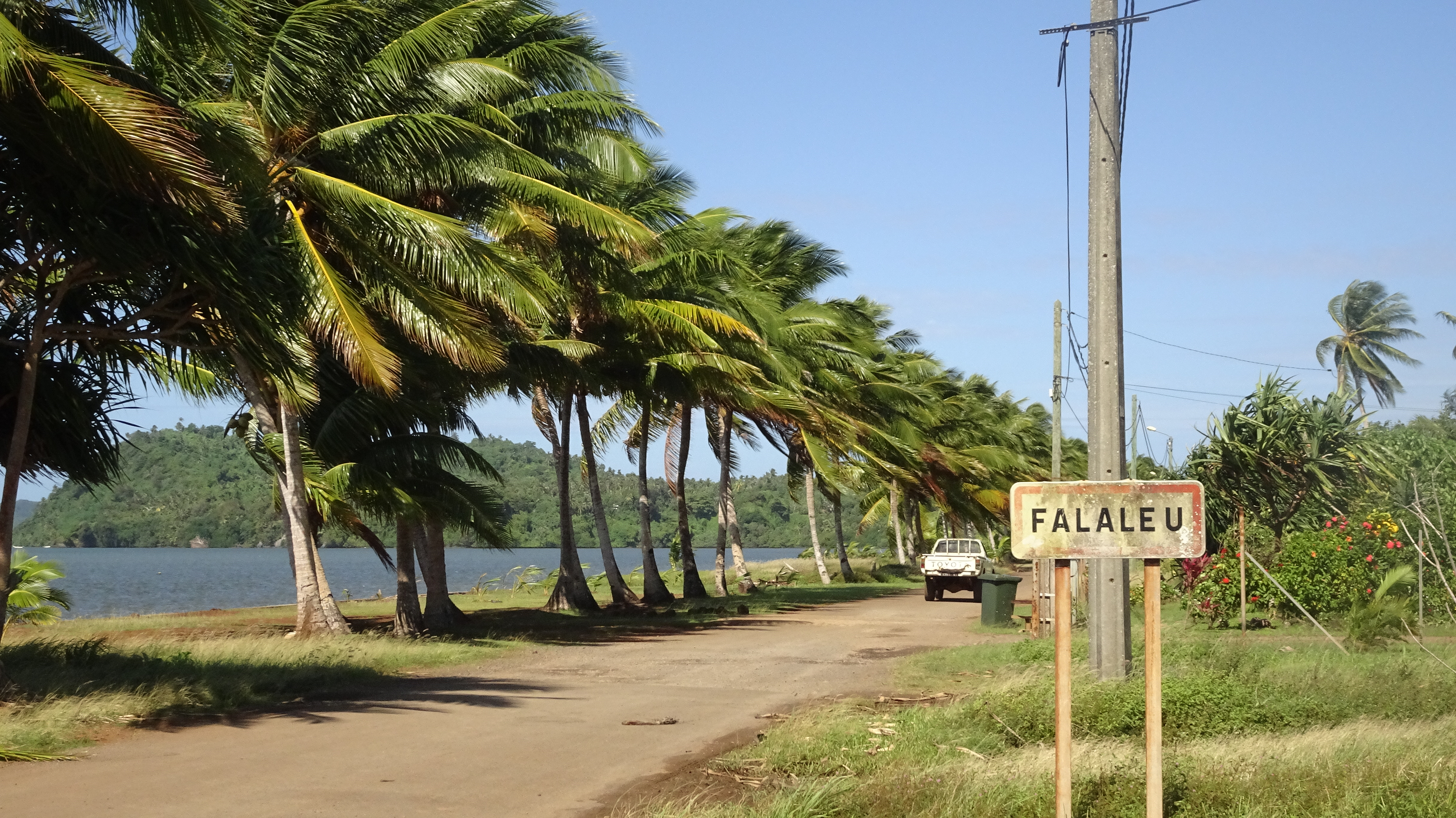
Route d'entrée dans le village de Falaleu à Wallis (2017).

Wallis-et-Futuna ne comportent pas de communes, mais sont constituées de villages : 21 à Wallis, 9 à Alo et 6 à Sigave. Ils sont dirigés par des chefs de village (pule kolo), chargés de gérer la vie quotidienne. Ils sont « souvent jeunes et instruits, parlant le wallisien [ou le futunien] et le français, [et] jouent aujourd’hui un rôle important auprès de la population ».

## Transports

### Voitures
La première voiture arrive à Wallis en 1928 ; jusqu'aux années 1970, les véhicules à moteur sont rares et réservés aux notables : évêque et prêtres de la mission, sénateur, préfet. La majorité de la population se déplace à pied ou à cheval, animal utilisé pour se déplacer dans les plantations et transporter des charges. Le cheval, apporté par les missionnaires maristes en 1844, reste pendant plus d'un siècle le moyen de locomotion le plus utilisé, avant d'être remplacé par les véhicules à moteur. La première route est construite par l'armée américaine en 1942 et traverse l'intérieur de Wallis ; après le passage au statut de territoire d'outre-mer, l’État français investit dans le réseau routier : « 86,2 km de voies territoriales et 24 km de routes secondaires » sont créées ou améliorées. D'abord en cailloux, les routes sont progressivement bitumées à partir des années 1980. De 1985 à 1988 est construite la RT1, une route qui fait le tour de Futuna.
Dans les années 1980, les scooters de type vespa se généralisent. Ils permettent de transporter des charges (sac de coco ou de manioc…) ou des passagers et parcourent aisément les chemins étroits qui relient les villages.
Les habitants se plaignent régulièrement du mauvais état des routes, et sont parfois conduits à entretenir eux-mêmes les routes en rebouchant les nids de poule. Le réseau routier est également endommagé par les cyclones qui frappent régulièrement les deux îles, et les travaux de remise en état peuvent prendre plusieurs années.

### Aviation

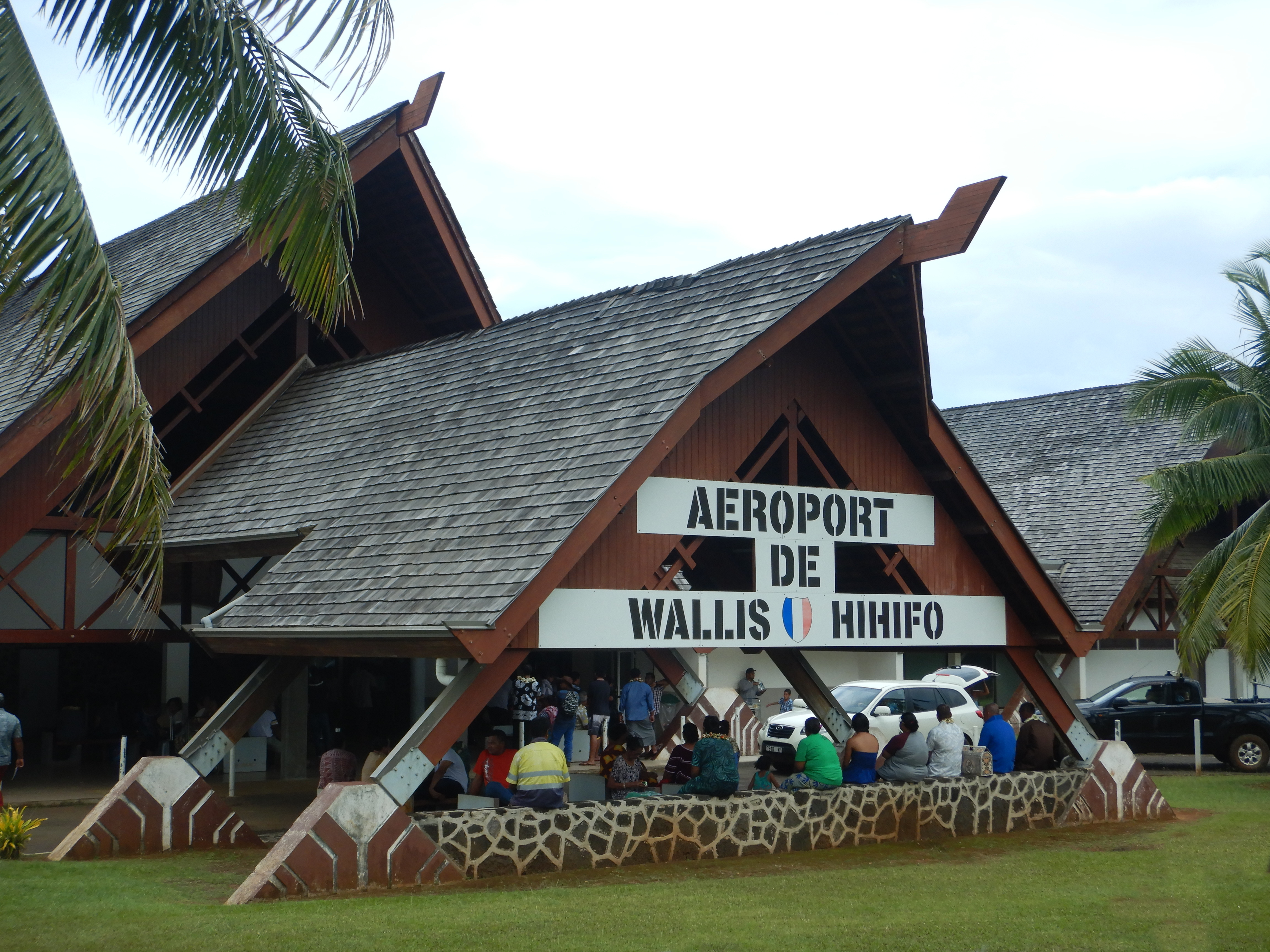
L'aéroport de Wallis-Hihifo en 2018.

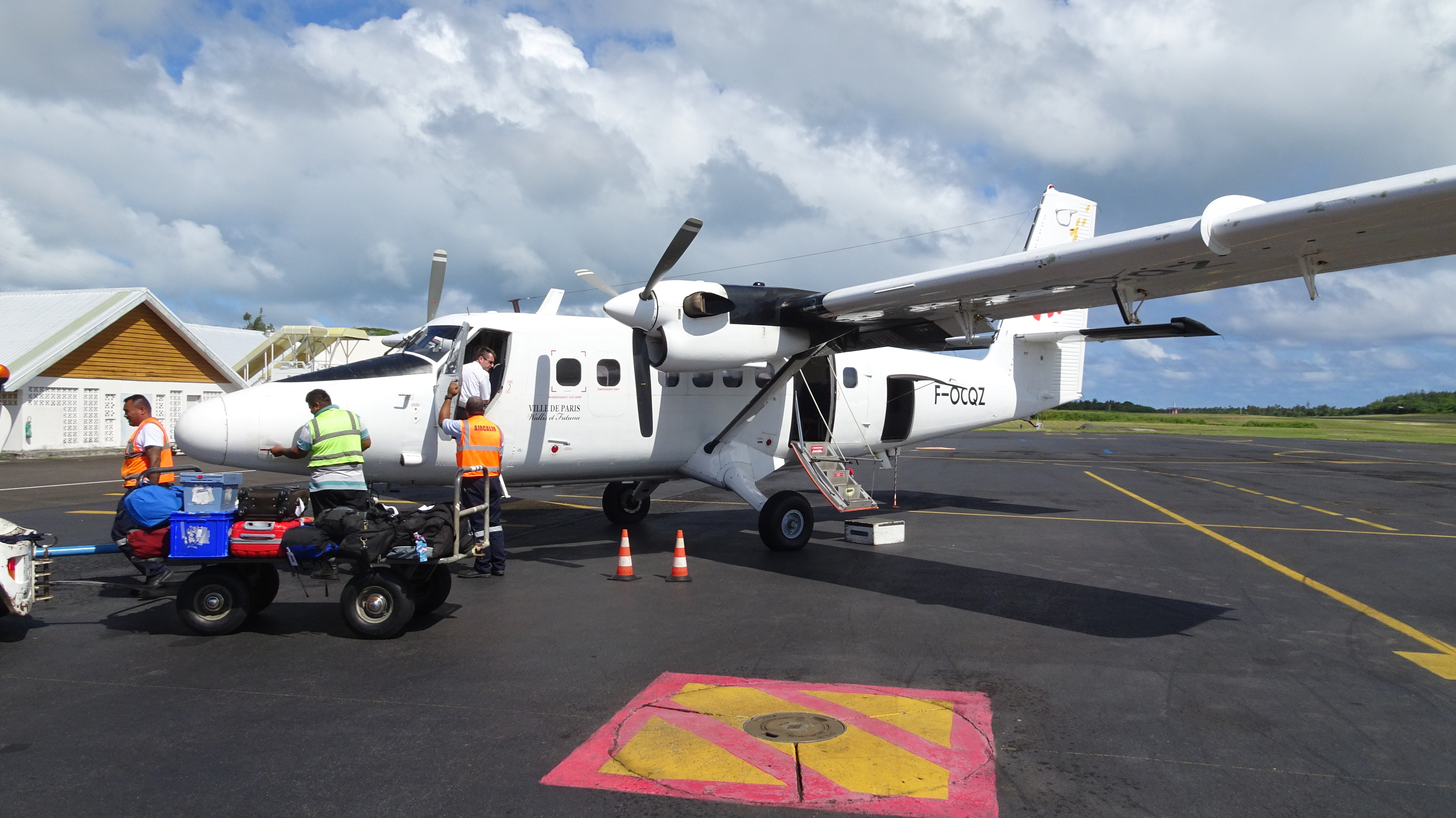
Le DHC-6 Twin Otter « Ville de Paris » relie l'aérodrome de Futuna Pointe Vele à l'aéroport de Wallis-Hihifo depuis 1986. La liaison inter îles a été ouverte au début des années 1970.

Wallis possède un aérodrome situé dans le district de Hihifo. Ancienne piste construite par l'armée américaine durant la Seconde Guerre mondiale en 1942, elle est réhabilitée en 1957 et devient l'aéroport de Wallis-Hihifo. Les liaisons aériennes ont lieu vers Futuna et Nouméa, via Nadi aux Fidji. Des liaisons ont également existé vers la Polynésie française. À Futuna, l'aérodrome de la Pointe Vele créé autour de 1968 permet des liaisons aériennes avec Wallis. Les vols sont assurés par la compagnie Aircalin depuis 1987.

### Transport maritime
Wallis compte un wharf à Mata Utu et au sud à Halalo. Futuna, dépourvue de lagon, est plus difficile d'accès ; le seul wharf est situé à Leava, dans l'anse de Sigave.

## Frontières maritimes et zone économique exclusive

### Frontières
Cinq frontières de la France sont délimitées par les eaux territoriales de Wallis-et-Futuna : avec les Fidji, les Samoa, la Nouvelle-Zélande (Tokelau), les Tonga et les Tuvalu. Wallis-et-Futuna est d'ailleurs le territoire français d'outre-mer qui génère le plus de frontières, devant la Nouvelle-Calédonie (quatre frontières) et la Polynésie française (trois frontières). Ces frontières ont été fixées dans les années 1980 (1980 pour les Tonga, 1983 pour Fidji, 1985 pour Tuvalu) et juin 2003 pour la Nouvelle-Zélande. Seule la frontière avec les Samoa n'a, en 2022, pas été délimitée juridiquement.

### Zone économique exclusive
Du fait de sa situation insulaire, Wallis-et-Futuna dote la France d'une zone économique exclusive de 256 745 km2. Cette ZEE a été établie en 1978 par un décret, en même temps que les ZEE de Nouvelle-Calédonie, de Polynésie française et de Clipperton. En 2012, la France dépose une demande d'extension du plateau continental au nord de la ZEE, qui donne sur les eaux internationales. La ZEE est peu exploitée pour la pêche, qui reste majoritairement artisanale et proche des côtes. Des accords ont été passés avec les États-Unis en 1991 et renouvelés en 2015 pour les autoriser à exploiter les ressources halieutiques en échange de compensations financières. De 2010 à 2012, trois expéditions sont menées au sud de la ZEE pour cartographier les fonds marins et recenser d'éventuelles ressources minières sur le sous-sol. Néanmoins, la crainte d'une exploitation minière entraîne une vive opposition de la population wallisienne et futunienne ainsi que des autorités coutumières. Pour les rois coutumiers de Wallis-et-Futuna et leur chefferie, dont le statut de 1961 leur garantit la gestion des affaires foncières, l'océan et le sous-sol marin relèvent de leur autorité, car ils sont une extension de la terre. L'extension du code minier à Wallis-et-Futuna est jugé défavorable par l'Assemblée territoriale (bien qu'elle ne détienne pas le pouvoir exécutif) en septembre 2014, ce qui interrompt le processus législatif et industriel.